# Tomasz Błaszczyński
Tomasz Zbigniew Błaszczyński (ur. 12 kwietnia 1954 w Poznaniu) – polski nauczyciel akademicki Politechniki Poznańskiej w Instytucie Konstrukcji Budowlanych, dyplomowany konstruktor z królewskimi uprawnieniami międzynarodowymi, uprawnieniami europejskimi i pełnymi uprawnieniami polskimi, rzeczoznawca budowlany z Listy Centralnej Głównego Inspektora Nadzoru Budowlanego ; prof. nadzw. dr hab. Euro inżynier .

## Życiorys
Tomasz Błaszczyński urodził się 12 kwietnia 1954. Ojciec Jerzy Błaszczyński był prokuratorem wojewódzkim w Poznaniu, matka  Maria Teresa z domu Mayer była ordynatorem Oddziału Zakaźnego – lekarzem pediatrą w Wojewódzkim Szpitalu Dziecięcym w Poznaniu.
W latach 1961–1969 uczęszczał Szkoły Podstawowej nr 27 w Poznaniu, w 1973 ukończył Państwowe Liceum Ogólnokształcące nr 3 w Poznaniu. W latach 1973–1978 studiował na Wydziale Budownictwa Lądowego Politechniki Poznańskiej, kierunek konstrukcje budowlane. Od 1976 studiował indywidualnie w specjalności teorii konstrukcji. 

## Praca naukowa i dydaktyczna
W 1978 ukończył z wyróżnieniem Politechnikę Poznańską . W tym też roku rozpoczął pracę naukową na Politechnice Poznańskiej. 
W 1987 uzyskał stopień naukowy doktora nauk technicznych Politechniki Poznańskiej. Za pracę doktorską Wpływ olejów mineralnych na współpracę stali i betonów przy obciążeniu statycznym uzyskał nagrodę Ministra Nauki i Szkolnictwa Wyższego. W 2009 otrzymał stopień naukowy doktora habilitowanego nauk technicznych na Politechnice Wrocławskiej na podstawie pracy Konstrukcje żelbetowe poddane działaniu produktów ropopochodnych . Od 2010 jest kierownikiem Pracowni Budownictwa Ogólnego w Zakładzie Budownictwa . Od 2012 profesorem nadzwyczajnym Politechniki Poznańskiej . W latach 2012–2016 był wicedyrektorem Instytutu Konstrukcji Budowlanych na Wydziale Budownictwa i Inżynierii Środowiska Politechniki Poznańskiej. W latach 2016–2017 kierownik Katedry Budownictwa i Materiałów Budowlanych Politechniki Koszalińskiej. W tym samym czasie zajmował stanowisko profesora Politechniki Poznańskiej.
W roku 2013 został odznaczony Medalem Komisji Edukacji Narodowej za wybitne zasługi dla oświaty i wychowania.
W trakcie Ogólnopolskiej Studenckiej Konferencji Budowlanej BUDMIKA w 2016 r., decyzją Komitetu Organizacyjnego i Studentów z całej Polski, uhonorowano go statuetką „Budmika” dla najpopularniejszego wśród młodzieży i najbardziej wspierającego ją profesora.
W roku 2018 odebrał nagrodę J.M. Rektora za 40 lat pracy na Politechnice Poznańskiej.
Pełni funkcję Przewodniczącego Komisji Nauki oddziału poznańskiego Polskiego Związku Inżynierów i Techników Budownictwa (kadencja 2016-2020).
Jest autorem oraz współautorem 450 publikacji naukowych i ponad 220 ekspertyz naukowo-technicznych.
Obejmują one szeroki zakres zagadnień, wśród których wymienić należy: budownictwo ogólne i przemysłowe, konstrukcje budowlane, budynki wysokie, trwałość budowli i korozja materiałów budowlanych, diagnostyka budowli, metody badań wytrzymałościowych, technologia betonu, rewitalizacja obiektów zabytkowych, ekologia w budownictwie i budownictwo zrównoważone   .
W roku 2018 został laureatem „Polskiego Herkulesa” – prestiżowego wyróżnienia w branży budowlanej, przyznawanego prezesom, menedżerom i właścicielom firm budowlanych, a także wybitnym polskim architektom, osobistościom świata nauki i edukacji budowlanej. Nagrodę przyznano mu za dotychczasową wyróżniającą się działalność naukową, dydaktyczną i ekspercką na rzecz edukacji młodych inżynierów budownictwa oraz za rozwój nowoczesnego budownictwa w Polsce.

## Publikacje
Książki 
- Tomasz Błaszczyński, Barbara Ksit, Bogumił Dyzman – Budownictwo zrównoważone z elementami certyfikacji energetycznej. Dolnośląskie Wydawnictwo Edukacyjne
- Tomasz Błaszczyński – Dachy. Podstawy projektowania i wykonawstwa. Dolnośląskie Wydawnictwo Edukacyjne
- Tomasz Błaszczyński, Leonard Runkiewicz Ekologia w budownictwie. Dolnośląskie Wydawnictwo Edukacyjne
- Tomasz Błaszczyński, Józef Jasiczak, Wiesław Buczkowski –Trwałe metody naprawcze w obiektach budowlanych.Dolnośląskie Wydawnictwo Edukacyjne
- Tomasz Błaszczyński – Trwałe metody naprawcze w obiektach betonowych. Dolnośląskie Wydawnictwo Edukacyjne
- Tomasz Błaszczyński – Durability and repair of building structures. Dolnośląskie Wydawnictwo Edukacyjne

Inne publikacje  
- Korozja fizykochemiczna betonu
- Wpływ produktów pochodzenia naftowego na betony
- Concrete in contact with crude oil products
- Wpływ oddziaływania olejów mineralnych na beton
- Czy olej mineralny jest czynnikiem destrukcyjnym dla żelbetu?
- Konstrukcje żelbetowe poddane działaniu produktów ropopochodnych
- Destrukcja betonu pod wpływem produktów ropopochodnych
- RC structures in crude oil environment
- Kryteria oceny oddziaływania iniekcji gruntowych na grunt oraz wodę gruntową
- Zabezpieczanie żelbetowych obiektów inżynierskich metodą hydrofobizacji
- Przyczyny i skutki zmiany kosztów w trakcie realizacji inwestycji
- Certyfikowane wysokościowce. Część 1, 2
- Ekologiczne wieżowce

## Prace projektowe
Tomasz Błaszczyński jest autorem lub współautorem ok. 80 prac projektowych i doświadczalno-konstrukcyjnych, w kraju (m.in. Wieża Sędziów na linii mety Toru Regatowego Malta w Poznaniu) i za granicą, głównie na terenie Wielkiej Brytanii (m.in. udział w projekcie Centralnej Giełdy i pierwszego w Europie więzienia Klasy A w mieście Milton Keynes).
Za swoje projekty otrzymał puchar oraz nagrodę „Mister Budownictwa” w latach 1999 i 2000, a jeden z ostatnich obiektów, który współprojektował i którego realizację nadzorował, otrzymał nagrodę Ministra Infrastruktury za modernizację zabytkowego budynku Szatni - Łaźni w kat. „Modernizacja 2011” oraz nagrodę Generalnego Konserwatora Zabytków w kat. „Zabytek Zadbany 2012”.

## Życie prywatne
W 1977 ożenił się z Grażyną z domu Wróblewską. Dzieci: Magdalena i Maciej.